# Constant Alexandre Famin

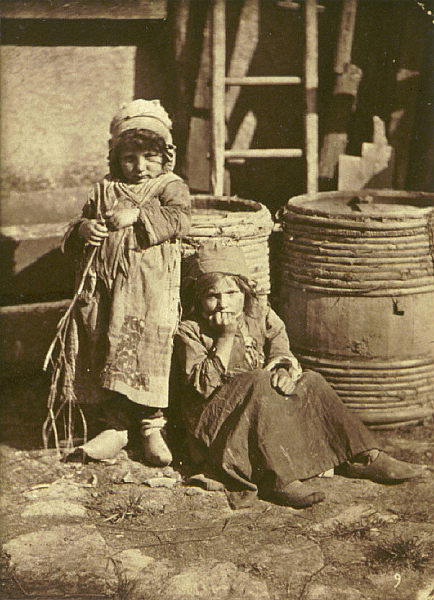
Constant Alexandre Famin: Dvě malé rolnice, 1859

Constant Alexandre Famin (1827, Paříž - 1888) byl francouzský fotograf.

## Život a dílo
Narodil se v roce 1827 v Paříži. Mezi jeho nejznámější práce patří z velké části fotografie krajiny a oblasti venkova, na kterých zachytil pracující rolníky na poli, nebo jako se starají o svá zvířata. Používal techniku albuminového tisku. Celá řada jeho děl je ve sbírkách pařížského Musée d'Orsay. Zemřel v roce 1888.